# مخالب القط (تعذيب)
مخالب القط (وتعرف ايضًا بالدغدغة الإسبانية) هي أداة تعذيب تتكون من أعمدة طويلة بخطافات تُشبه المجارف في نهايتها، يتم بها خدش الجلد العاري للشخص المعذب، سواءًا كان مقيدًا ومثبتًا. تؤدي إلى تمزيق الجلد المعذَّب إلى شرائح أو تمزيق ظهر أو صدر أو بطن المحكوم عليه. يمكن أن تلتهب هذه الجروح لتستخدم لإضافة المزيد من الإيذاء والتعذيب.
تم تطبيق نوع مختلف من أداة التعذيب هذهِ، وهي تتألف من إغلاق قبضة اليد وربط قفاز بطريقة تجعل الألة معقودة مع اليد، ومع مرور الوقت انتظار نمو الأظافر تكون الأداة مدفونة في اليد مما يُسبب ألمًا قويًا في اليد.

## التاريخ

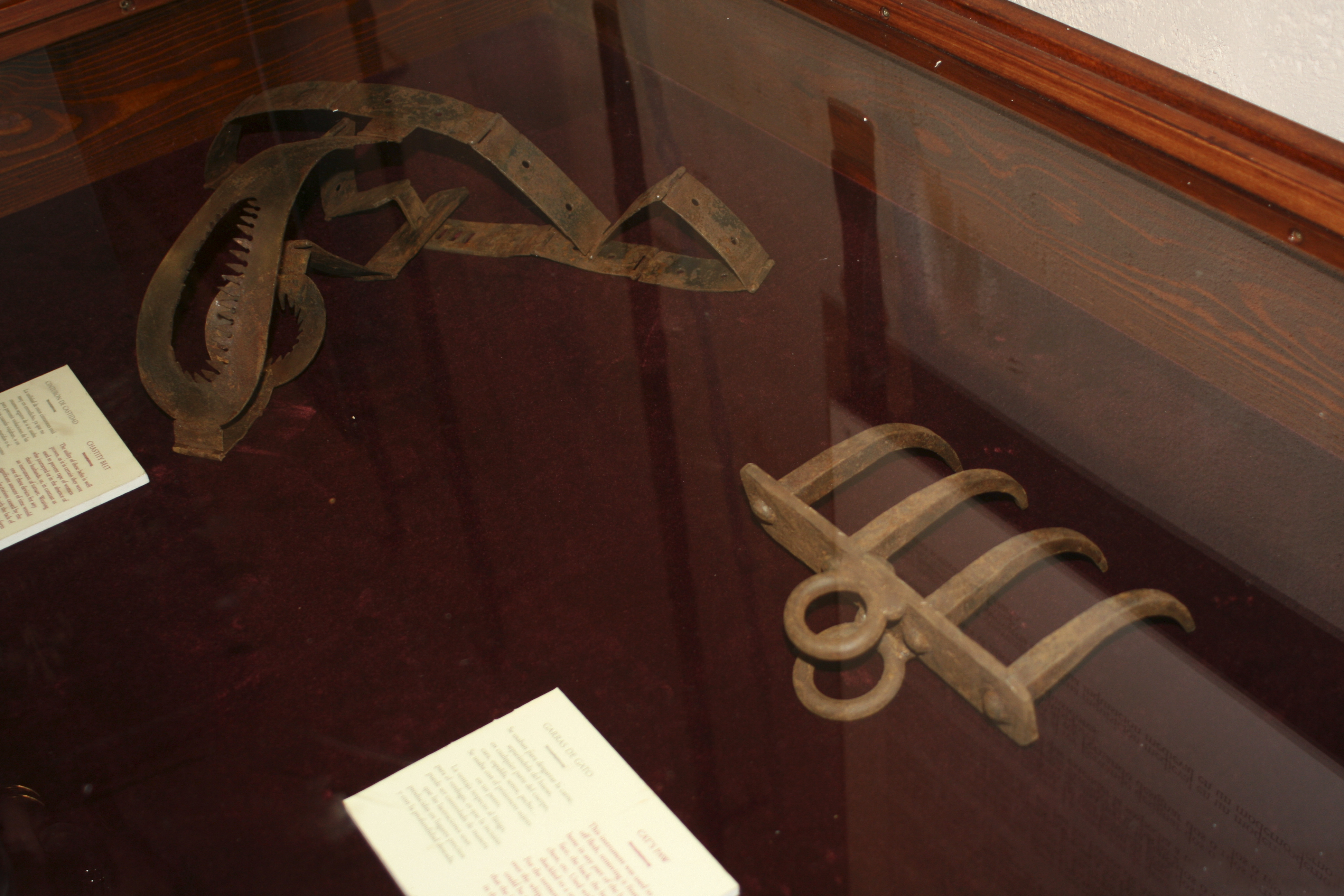
آلة مخالب القط محفوظة في متحف التعذيب في إسبانيا.

لقد تمّ استخدام هذهِ الأداة نطاق واسع خلال العصور الوسطى لمعاقبة اللصوص والزوجات غير المخلصات. أمرت محاكم التفتيش الإسبانية الملحدين بهذه الطريقة.

## المصدر
1. ↑  "Spanish tickler - WordSense Dictionary". www.wordsense.eu (بالإنجليزية). Archived from the original on 2022-05-17. Retrieved 2022-05-16.
2. ↑  "The Spanish Tickler". www.medievality.com. مؤرشف من الأصل في 2021-01-05. اطلع عليه بتاريخ 2022-05-17.